# Bimba Bosé
Bimba Bosé, pseudonimo di Eleonora Salvatore González (Roma, 1º ottobre 1975 – Madrid, 23 gennaio 2017), è stata una modella, cantante e attrice spagnola naturalizzata italiana.

## Biografia
Nata a Roma nel 1975, era figlia di Alessandro Salvatore (morto nel 2008) e di Lucía Dominguín González (1957); i suoi nonni materni furono il torero Luis Miguel Dominguín e l'attrice Lucia Bosè, mentre suoi zii materni furono il cantante Miguel Bosé e l'attrice Paola Dominguín. Aveva un fratello biologico, Rodolfo "Olfo", e cinque fratellastri: dal lato paterno Alessandro, Francesca e Alfonso, dal lato materno Jara e Lucía Tristancho. Scelse di utilizzare nel proprio pseudonimo il cognome della nonna materna.

### Modella
Lavorò per fotografi come Steven Meisel e Mario Testino e fu sulle copertine di Vogue e Harper’s Bazaar. Ebbe modo di sfilare a Londra, Parigi, New York e Milano.

### Cantante
Iniziò a cantare a quasi vent'anni nel 1994 con Rafa Sánchez del gruppo spagnolo La Unión e assieme ad Antonio Cortes ha partecipato all'opera rock Las botas rojas (Gli stivali rossi) basata sui racconti di Hans Christian Andersen e sul musical del 1993 The Red Shoes tratto a sua volta dal film Scarpette rosse. Ha lavorato per la sua etichetta discografica e ha fatto parte del gruppo The Cabriolets dal 2007, cantando una canzone in inglese e in spagnolo e il brano Como yo te amo di Rocío Jurado con la base musicale de I segreti di Twin Peaks. Il suo primo album, Demo, fu registrato a New York insieme al produttore Andrés Levín dove hanno collaborato i musicisti Marc Ribot e John Medeski.
Nel 2007 duettò con lo zio Miguel Bosé nella canzone Como un lobo dall'album Papito, pubblicato come singolo con un videoclip e i due cantarono al Latin Grammy Awards del 2007 tenuto al Mandalay Bay Events Center vicino a Las Vegas. Dal 2014 aveva ricominciato l'attività di DJ drum and bass e jungle assieme al fidanzato. Nel 2016 partecipò al talent show di Telecinco Levántate All Stars assieme a Silvia Superstar, cantante del gruppo punk rock Killer Barbies: arrivarono quarte.

### Morte
È morta il 23 gennaio 2017, a 41 anni, all'ospedale Ramon y Cajal di Madrid, per un cancro al seno.

## Vita privata
Fu sposata dal 2006 al 2013 con il regista e musicista Diego Postigo Breedveld, da cui ebbe due figlie.

## Opere letterarie
- Y de repente, soy madre. Ed. Today's Themes (2013). ISBN 9788499982526

## Filmografia
- El cónsul de Sodoma (2010), di Sigfrid Monleón.
- Run a way (cortometraggio) (2012), di Diego Postigo.
- La que se avecina (cameo) (2014)
- Julieta (cameo) (2016), di Pedro Almodóvar